# Edward Buzzell
Edward Buzzell, detto Eddie (New York, 13 novembre 1895 – Los Angeles, 11 gennaio 1985), è stato un regista statunitense che prese parte anche ad alcuni film come attore, firmando pure alcune sceneggiature.

## Filmografia

### Regista
- The Lone Star Stranger (1931)
- Check and Rubber Check (1931)
- She Served Him Right (1931)
- The Big Timer (1932)
- Hollywood Speaks (1932)
- Virtue (1932)
- Il prezzo del piacere (Child of Manhattan) (1933)
- Ann Carver's Profession (1933)
- Love, Honor and Oh Baby! (1933)
- Cross Country Cruise (1934)
- The Human Side (1934)
- Transient Lady (1935)
- The Girl Friend (1935)
- Three Married Men (1936)
- The Luckiest Girl in the World (1936)
- Matrimonio d'occasione (As Good as Married) (1937)
- Paradiso per tre (Paradise for Three) (1938)
- Fast Company (1938)
- Il sosia innamorato (Honolulu) (1939)
- Tre pazzi a zonzo (At the Circus) (1939)
- I cowboys del deserto (Go West) (1940)
- Free and Easy, co-regia di George Sidney - non accreditato (1941)
- The Get-Away (1941)
- Married Bachelor (1941)
- Rotta sui Caraibi (Ship Ahoy) (1942)
- The Omaha Trail (1942)
- The Youngest Profession (1943)
- Best Foot Forward (1943)
- Dinamite bionda (Keep Your Powder Dry) (1945)
- Sposarci è facile ma... (Easy to Wed) (1946)
- Three Wise Fools (1946)
- Il canto dell'uomo ombra (Song of the Thin Man) (1947)
- La figlia di Nettuno (Neptune's Daughter) (1949)
- Lo scandalo della sua vita (A Woman of Distinction) (1950)
- I clienti di mia moglie (Emergency Wedding) (1950)
- I professori non mangiano bistecche (Confidentially Connie) (1953)
- Non è peccato (Ain't Misbehavin') (1955)
- My Favorite Husband – serie TV, 1 episodio (1955)
- The Ford Television Theatre – serie TV, 1 episodio (1955)
- Mary Had a Little... (1961)

### Attore
- Midnight Life, regia di Joseph Boyle e Scott R. Dunlap (1928)